# 10GBASE-T
10GBASE-T est une norme Ethernet initiée en 2002 et mise au point par le groupe de travail IEEE 802.3an en liaison étroite avec le comité ISO/IEC 11801 JTC 1/SC25/WG3. Cette norme ratifiée le 8 juin 2006 prévoit la transmission de données jusqu'à un débit de 10 Gbit/s sur du câble en cuivre à paires torsadées et à une distance jusqu'à 100 mètres.

## Description
10GBASE-T fait partie des protocoles du standard 10 Gigabit Ethernet qui spécifie un accès de type CSMA/CD à grande vitesse. Les caractéristiques principales de ce protocole sont les suivantes :
- autorise des opérations en mode full duplex seulement ;
- supporte des liaisons filaires par câble en cuivre spécifiées par la norme ISO/CEI 11801:2002 ;
- définit la couche PHy 10 Gbit/s avec un type de liaison supportant du câble en cuivre à paires torsadées équilibrées sur une longueur de 100 mètres.

## Modèle OSI et couches PHY
La comparaison entre les deux premières couches du modèle OSI (voir: Modèle OSI) de l'ISO et l'architecture Ethernet 10GBASE-T peut se représenter au moyen du schéma ci-dessous.
XGMII : (10 Gigabit Medium Independant Interface): interface entre la sous-couche de liaison MAC et la couche PHY.
PCS : (Physical Coding Sublayer): sous-couche physique chargée du codage des signaux.
PMA : (Physical Medium Attachment): sous-couche physique réalisant la connexion sur le câble. Les fonctions se répartissent entre le dispositif de raccordement au câble à paires torsadées et la station.
Auto-Negociation : permet la reconnaissance automatique du mode de transmission (Full duplex) lors de la connexion sur paires torsadées.
MDI : (Medium Dependent Interface): port Ethernet recevant le connecteur (RJ45 ou autres) et permettant la connexion à d'autres équipements de communication comme un commutateur (switch).

## Liaisons physiques ou types de support
Le tableau ci-dessous présente les différents types de câblage listés par la norme.
| Classe | Catégorie | Type                 | Bande passante | Connecteur |
| ------ | --------- | -------------------- | -------------- | ---------- |
| E*     | 6         | Blindé et non-blindé | 250 MHz        | RJ45       |
| Ea     | 6a        | Blindé et non-blindé | 500 MHz        | RJ45       |
| F      | 7         | Blindé               | 600 MHz        | GG45       |

*Sur Classe E existante et sous reserve de validation de performances suffisantes après les tests suivant le rapport technique ISO/IEC TR 24750. La Classe E n'est pas recommandée pour nouvelles installations.

## Compatibilité
La trame Ethernet est inchangée. De plus, 10GBASE-T reste compatible avec les normes 100BASE-TX et 1000BASE-T qui utilisent le mode de liaison Full-duplex (connexion par commutateur) avec du câble 100 ohms à quatre paires torsadées de type blindé ou non blindé.